# Paranomus dispersus
Paranomus dispersus är en tvåhjärtbladig växtart som beskrevs av Margaret Rutherford Bryan Levyns. Paranomus dispersus ingår i släktet Paranomus och familjen Proteaceae. Inga underarter finns listade i Catalogue of Life.